# Tiziano Ferro
Tiziano Ferro (Latina, Italia; 21 de febrero de 1980) es un cantautor italiano. Debutó en 2001 con su álbum debut Rosso relativo, alcanzando éxito en Europa, principalmente en España y en su propio país. Posteriormente, sería conocido en Latinoamérica al lanzar su disco en español.
En 2003 lanzó 111: Centoundici/111: Ciento once y en 2006 estrenó Nessuno è solo/Nadie está solo, los cuales han vendido millones de copias a lo largo del mundo. Su cuarto álbum, Alla mia età/A mi edad, fue lanzado en noviembre de 2008 en Italia.
En 2019 estrena el tema promocional «Buena (mala) suerte», de su séptimo álbum de estudio, Accetto miracoli/Acepto milagros, y en 2023, «Adiós mi amor».

## Vida personal

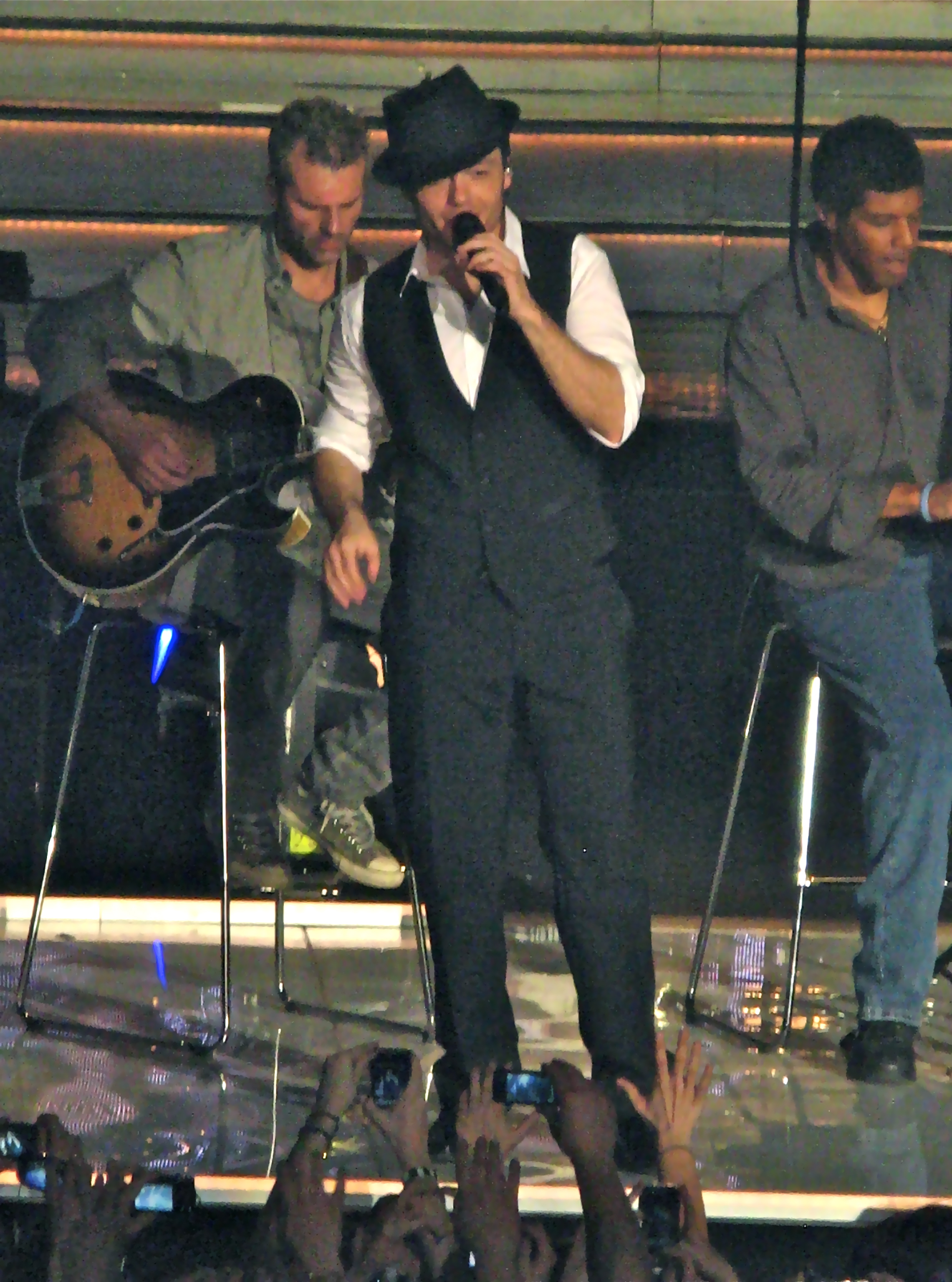
Tiziano Ferro en concierto en el:PalaVerde en el:Villorba (TV), interpretando:L'olimpiade.

Nacido el 21 de febrero de 1980, en la ciudad de Latina, a sesenta kilómetros de Roma. Es uno de los principales cantantes de música pop italiana. Desde su infancia, tuvo intereses musicales que lo llevaron a estudiar piano, guitarra, batería y a iniciarse en la composición musical. A pesar de haber iniciado estudios de Ingeniería y Ciencias de la Comunicación, prefirió desarrollar una carrera artística. En 1997 los productores Mara Majonchi y Alberto Salerno descubrieron el talento de Tiziano y decidieron ayudarlo a perfeccionar su técnica de canto y composición para lanzarlo al estrellato.
Habló públicamente de su homosexualidad, declarándose por primera vez en la revista Vanity Fair el 6 de octubre de 2010. No sólo es famoso en su Italia natal, sino también en algunos países de Latinoamérica, Europa y Asia.
En 2019, contrajo matrimonio con su pareja sentimental Victor Allen, quienes llevaban tres años de noviazgo. Dicha celebración se hizo en la intimidad y fue cubierta por la revista Vanity Fair. Parte de los regalos dados en dicha celebración fueron donados a un centro de rescate de mascotas.
El 28 de febrero de 2022, por medio de Instagram el cantante da a conocer la noticia de que se ha convertido en padre de dos pequeños, Margherita (nombrada así en honor a la abuela de Tiziano) de 9 meses y Andrés de 4 meses. Se desconoce el apellido que los pequeños tomarán. Tiziano ha declarado que resguardará la identidad de sus hijos así como su historia de vida.

## Carrera musical

### 2001-2004:Rosso relativoy111: Centoundici
En 2001, Tiziano es contratado por EMI. En junio de aquel año, lanza su primer sencillo Xdono convirtiéndose rápidamente en un éxito. En noviembre sale a la venta su primer disco, Rojo relativo, que alcanza el octavo puesto de ventas de álbumes en su debut y se mantiene siete meses entre los diez más vendidos y por un año en el Top 50. Su primer disco recibió triple disco de platino por la venta de más de 300.000 copias. Su disco también fue editado en más de 43 países alcanzando gran éxito en Europa y América Latina.
El 7 de noviembre de 2003 (23 de noviembre en España y Latinoamérica) Tiziano publica 111: Centoundici/111: Ciento once, un álbum que contiene grandes éxitos de su carrera como Sere nere/Tardes negras o Non me lo so spiegare/No me lo puedo explicar, haciendo del disco un gran éxito en Italia y Latinoamérica, especialmente en México donde consiguió dos discos de platino, vendiendo más de 1,5 millones de copias en todo el mundo. Tras la promoción del disco en cadenas de televisión italianas y europeas se embarcó una gran gira mundial llamada "111%Tour" que le hizo visitar países como Austria, Hungría, Alemania, España, México o Colombia.

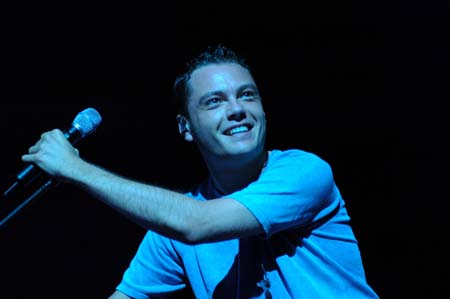
Tiziano Ferro en concierto.

### 2006-2007:Nessuno è soloy polémica por comentarios
El 12 de mayo de 2006 fue lanzado en todo el mundo, el primer sencillo Stop! Dimentica/Stop! Olvídate de su tercer álbum Nessuno è solo (Nadie Está Solo) que salió a la venta el 23 de junio. En la transmisión del programa italiano Che tempo che fa, el 21 de mayo de 2006, declaró «Es imposible decir que en México están las mujeres más bellas del mundo, con todo respeto. Tienen bigotes; se necesita valor para... lo siento, pero ellas lo saben, tal vez Salma.» Este comentario causó gran impacto en su público mexicano. Los medios de comunicación de este país criticaron duramente esas declaraciones, a lo que respondió con una disculpa pública. Sin embargo el daño ya estaba hecho. 
Ese mismo año lanzó la promoción del primer sencillo de Nadie está solo emitido en español para Latinoamérica. En los años posteriores esta polémica ha continuado vigente en México, donde incluso ha sido recordado a raíz de la victoria de Ximena Navarrete en el concurso de belleza de Miss Universo en 2010.[cita requerida]
El 25 de agosto de ese año, empezó a emitirse en las radios italianas el segundo sencillo, Ed ero contentissimo/Y estaba contentísimo, cuyo videoclip fue grabado en Barcelona. El 20 de enero de 2007 comenzó en Ancona su gira por Italia que llevó su espectáculo a las principales ciudades del país durante más de un mes. El 29 de enero se estrenó el videoclip de su tercer sencillo, Ti scatterò una foto/Te tomaré una foto. Sus siguientes sencillos fueron E Raffaela è mia/Y Raffaela es mía y E fuori è buio/Y está oscuro, manteniendo el disco después varios meses de su publicación entre los más vendidos en Italia, el disco alcanzó las 200 000 ventas en dos meses en Italia, estrenandose en España en febrero y en Argentina en marzo.

### 2008-2009:Alla mia età, tour y DVD

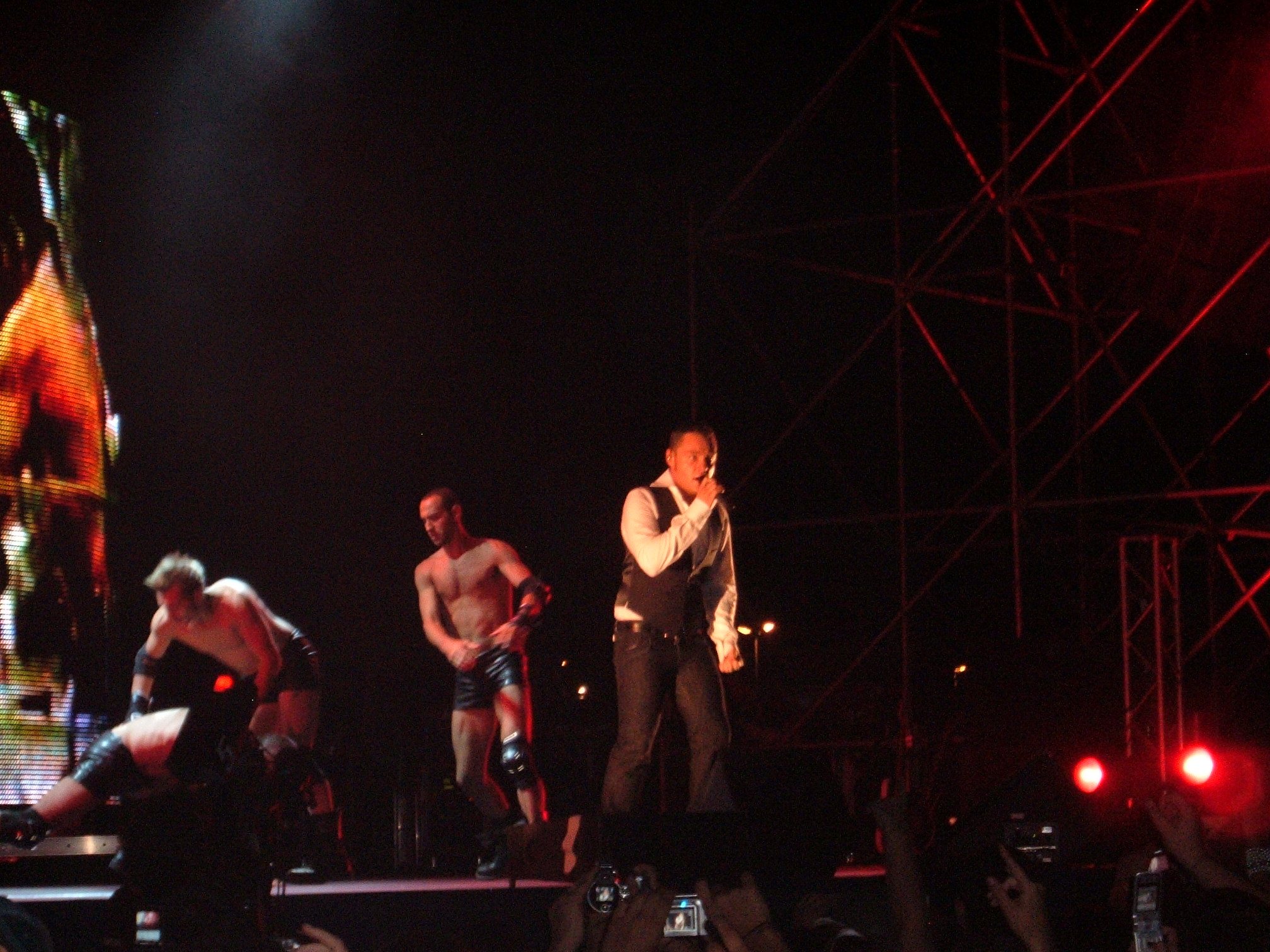
Tiziano Ferro actuando en directo.

En 2008, entró a los estudios nuevamente para grabar su cuarto disco, Alla mia età, el cual salió a la venta el 7 de noviembre de ese mismo año en Italia. El lanzamiento de la versión en castellano, A mi edad estaba prevista para el 11 de noviembre en México, pero se aplazó para el 17 de noviembre. En febrero de 2009 en México y mayo de 2009 en España, lanza como segundo sencillo la canción Il regalo più grande/El regalo más grande con la colaboración de Anahí y Dulce María, exintegrantes del grupo RBD, para la versión mexicana y Amaia Montero para la versión castellana.
El 18 de abril de 2009 empezó su gira "Alla mia età Tour" que llevó por Italia, España, Suiza, Canadá, Estados Unidos y Rumanía. En mayo de 2009 lanza el tercer sencillo del álbum, Indietro/Breathe gentle con la participación de la cantante estadounidense Kelly Rowland en la versión inglesa. A finales del verano del 2009, el 11 de septiembre, lanza su cuarto sencillo  Il sole esiste per tutti/El sol existe para todos.
El 20 de noviembre de 2009 Tiziano Ferro presentó al público su primer DVD, Alla mia etá: Live In Rome, junto con el quinto y último sencillo del álbum Alla mia età/A mi edad, Deslizas otra vez. El DVD estuvo durante varias semanas como el más vendido en Italia, y el sencillo se situó en la posición 16. Este lanzamiento paralelo contribuyó a que el álbum Alla mia etá volviera a estar entre los 10 discos más vendidos en Italia, a poco más un año después de su publicación, haciendo también el disco más vendido en Italia (con 580.000 copias) durante el 2009, por el cual se le otorgó 6 discos de platino y un disco de diamante.

### 2010-2013: Autobiografía yL'amore è una cosa semplice
En marzo de 2010 graba junto a la cantante estadounidense Mary J. Blige la versión italiana de la canción Each Tear, para promocionar el álbum de la cantante en Italia. La canción fue número uno durante una semana, sumándose a lista de números uno de su país natal.
El 20 de octubre de 2010 publicó su autobiografía Trent'anni e una chiacchierata con papà («Treinta años y una charla con papá») en la que habla sobre su lucha para aceptar su homosexualidad.
El 28 de noviembre de 2011 fue lanzado "L'amore è una cosa semplice" (El amor es una cosa simple). Fue el quinto álbum del artista y supuso su cuarto número 1 consecutivo en Italia. El primer sencillo "La differenza tra me e te" (La diferencia entre tu y yo), además de ganar dos discos de platino en Italia, alcanzó el top 5 en el país transalpino y Bélgica. Sus siguientes sencillos fueron: "L’ultima Notte Al Mondo" (La Última Noche Del Mundo), "Hai Delle Isole Negli Occhi' (Islas En Tus Ojos), "Per Dirti Ciao" (Te Digo Adiós), "Troppo Buono" (Demasiado Bueno) y "La Fine" (El Fin).
Durante el verano (europeo) del 2012, Tiziano realizó una gran gira para promocionar el álbum realizando más 30 conciertos. Además de sus tres conciertos internacionales en Suiza, Bélgica y Mónaco se destaca una gran actuación en el Estadio Olímpico de Roma ante 50.000 personas.
Una vez acabada la gira, el 25 de septiembre de 2012  se puso a la venta el álbum "El amor es una cosa simple" en España, que contiene nueve versiones en castellano, conservando cuatro canciones en italiano y una en inglés. En el país ibérico grabó junto a la cantante española Malú el sencillo homónimo al álbum, "El amor es una cosa simple" y alcanzó el top 20 en España. Además durante ese mismo año participó en el programa de televisión "La Voz" donde realizaba la función de mentor de Malú y quien junto a diferentes artistas evaluaba el trabajo de distintas personas anónimas.
A principios de 2013 presentó junto a Baby K el sencillo de la cantante, "Killer" y el álbum "Una seria" que contó con su colaboración en varias canciones.

### 2014-2015:TZN: The best of Tiziano Ferro
El 25 de noviembre de 2014 fue lanzado por Universal Music TZN: The best of Tiziano Ferro. Primer álbum recopilatorio del artista que reúne los grandes éxitos de todos los álbumes de estudio anteriores y que ha obtenido, hasta el momento, cuatro discos de platino por las altas ventas en Italia, además de agotar las entradas de los conciertos de la gira “Lo stadio Tour”, efecto que le permitió extender esta gira a un concepto “European Tour”.
La versión en castellano de este disco fue lanzada en España el 8 de marzo de 2015, obteniendo el puesto #8 de ventas en su semana de lanzamiento, siendo la posición más alta de ventas que ha obtenido en aquel país a lo largo de su carrera.

### Desde 2016:El oficio de la vida
A finales de 2015 en su último concierto del Tiziano Ferro Tour 2015 anunció que su sexto álbum de estudio sería publicado en 2016.  Este álbum con el título Il mestiere della vita fue lanzado el 2 de diciembre de dicho año con la canción Potremmo Ritornare como primer sencillo. El disco incluye colaboraciones con diferentes artistas como Carmen Consoli y el rapero Tormento. La versión en español del álbum se publicó el 10 de marzo de 2017 con el título El oficio de la vida incluyendo un dueto con la cantante malagueña Vanesa Martín.
El 7 de febrero de 2017, Tiziano Ferro es invitado al Festival de San Remo donde interpreta dos canciones, una reinterpretacion de Mi sono innamorato di te de Luigi Tenco y los dos sencillos de su último disco Potremmo ritornare y Il conforto con Carmen Consoli.
Junto a este álbum Tiziano hará la gira Tiziano Tour 2017 que se compone de 13 conciertos en diferentes estadios italianos.

## Discografía
Álbumes de estudio
- Rosso relativo / Rojo relativo (2001)
- 111: Centoundici / 111: Ciento once (2003)
- Nessuno è solo / Nadie está solo (2006)
- Alla mia età / A mi edad (2008)
- L'amore è una cosa semplice / El amor es una cosa simple (2011)
- Il mestiere della vita / El oficio de la vida (2016)
- Accetto miracoli / Acepto milagros (2019)
- Accetto miracoli: L'esperienza degli altri (2020)
- Il mondo è nostro/El mundo es nuestro (2022/versión en castellano 2023)

Álbumes recopilatorios
- TZN: The best of Tiziano Ferro (2014)

Álbumes en vivo
- Alla mia età: Live in Rome (2009)

## Compositor
| - Entro il 23 para Mp2 - Dove il mondo racconta segreti para Michele Zarrillo - A chi mi dice para Blue - Che viso avrai para Lee Ryan - Dime tú para Myriam Montemayor - E va be para Syria - Cambio casa para Alice - Amaro amarti para Iva Zanicchi - Non ti scordar mai di me para Giusy Ferreri - Il re di chi ama troppo para Fiorella Mannoia | - Aria di vita para Giusy Ferreri - Passione Positiva para Giusy Ferreri - Per te (For you) para Chris Botti - Killer para Baby K - Sei sola para Baby K - Il tuo boy è preso male para Baby K - La verità para Baby K - Difendimi per sempre para Alessandra Amoroso - Amore Puro para Alessandra Amoroso - La vita in un anno para Alessandra Amoroso |

## Videografía
- Alla mia età: Live in Rome (2009)
- TZN: The Best of Tiziano Ferro (Lo Stadio Tour 2015 Edition) (2015)

## Giras
- 2002: RossoRelativoTour
- 2004: 111%Tour
- 2007: Nessuno è solo Tour
- 2009: Alla mia età Tour
- 2012: L'amore è una cosa semplice Tour
- 2015: Lo Stadio Tour
- 2017: Tiziano Ferro Tour 2017
- 2023:TZN TOUR 2023

## Televisión
- 2002: Un paso adelante (él mismo)
- 2004: Rebelde (él mismo)
- 2007: La fea más bella (él mismo)
- 2012: La Voz (asesor)
- 2012: Reyes y estrellas (él mismo)
- 2015: Levántate (él mismo)
- 2020: Ferro (él mismo) (documental)

## Premios y reconocimientos
| Año  | Categoría                                                                      | Trabajo                                          | Resultado      |
| ---- | ------------------------------------------------------------------------------ | ------------------------------------------------ | -------------- |
| 2001 | Italian Music Award - Mejor Artista Nuevo                                      | Él mismo                                         | Ganador        |
| 2002 | Festivalbar - Revelación Italiana del Año                                      | Él mismo                                         | Ganador        |
| 2002 | Festival di San Marino, Premio Titan - Mejor Artista Masculino                 | Él mismo                                         | Ganador        |
| 2002 | Festival di San Marino, Premio Titan - Mejor Álbum                             | Rosso relativo                                   | Ganador        |
| 2002 | Premio Italiano de la Música - Mejor Álbum                                     | Rosso relativo                                   | Nominado       |
| 2002 | Premio Italiano de la Música - Mejor Artista Masculino                         | Él mismo                                         | Nominado       |
| 2002 | Premio Italiano de la Música - Mejor Sencillo                                  | Rosso relativo                                   | Nominado       |
| 2003 | Grammy Alemania - Mejor Sencillo                                               | Xdono (Perdono)                                  | Nominado       |
| 2003 | Grammy Latino - Mejor Nuevo Artista                                            | Él mismo                                         | Nominado       |
| 2003 | Grammy Suecia - Mejor Nuevo Artista                                            | Él mismo                                         | Nominado       |
| 2004 | Billboard Latin Music Award - Latin Pop Airplay Canción del Año, Artista Nuevo | Alucinado                                        | Ganador        |
| 2004 | Billboard Latin Music Award - Mejor Álbum del Año                              | Rojo relativo                                    | Nominado       |
| 2004 | MTV Europe Music Award - Mejor Acto Italiano                                   | Él mismo                                         | Ganador        |
| 2004 | Premio Orgullosamente Latino - Canción Latina del Año                          |                                                  | Nominado       |
| 2004 | Premio Orgullosamente Latino - Solista Latino del Año                          | Él mismo                                         | Nominado       |
| 2004 | Premio Orgullosamente Latino - Video Musical del Año                           |                                                  | Nominado       |
| 2004 | Premio Orgullosamente Latino - Disco Latino del Año                            | 111: Ciento once                                 | Nominado       |
| 2004 | Premio Oye! de la música en México - Solista Pop en castellano                 | Él mismo                                         | Ganador        |
| 2005 | Premio MTV Latinoamérica - Mejor Artista Masculino                             | Él mismo                                         | Nominado       |
| 2006 | Grammy México - Mejor Artista Masculino                                        | Él mismo                                         | Ganador        |
| 2006 | Premio MTV Latinoamérica - Mejor Solista o Intérprete                          | Él mismo                                         | Nominado       |
| 2006 | Premio Orgullosamente Latino - Canción Latina del Año                          | Mi credo (feat. Pepe Aguilar)                    | Nominado       |
| 2006 | Premio Orgullosamente Latino - Grupo Latino del Año                            | Tiziano Ferro/Pepe Aguilar                       | Nominado       |
| 2006 | Premio Orgullosamente Latino - Video Latino del Año                            | Mi credo (feat. Pepe Aguilar)                    | Nominado       |
| 2007 | Italia en el Mundo - Embajador de Latina                                       | Él mismo                                         | Reconocimiento |
| 2007 | MTV Italia, Premio TRL Award - Hombre del Año                                  | Él mismo                                         | Ganador        |
| 2007 | MTV Italia, Premio TRL Award - Mejor llena plazas                              | Él mismo                                         | Ganador        |
| 2007 | Premio Orgullosamente Latino - Solista Latino del Año                          | Él mismo                                         | Nominado       |
| 2007 | Premio Orgullosamente Latino - Disco Latino del Año                            | Nadie está solo                                  | Nominado       |
| 2007 | Giffoni Teen Award - Música                                                    | Él mismo                                         | Ganador        |
| 2007 | Disco de diamante                                                              | Nessuno è solo                                   | Reconocimiento |
| 2008 | MTV Italia, Premio TRL Award - Hombre del Año                                  | Él mismo                                         | Ganador        |
| 2008 | Premio Orgullosamente Latino - Solista Latino del Año                          | Él mismo                                         | Nominado       |
| 2009 | Wind Music Award                                                               | Alla mia età                                     | Ganador        |
| 2009 | Disco de diamante                                                              | Alla mia età                                     | Reconocimiento |
| 2009 | MTV Europe Music Award - Mejor Acto Italiano                                   | Él mismo                                         | Nominado       |
| 2009 | Premio Juventud - Mejor Canción                                                | El regalo más grande (feat. Anahí y Dulce María) | Nominado       |
| 2010 | Premio Cadena Dial                                                             | Él mismo                                         | Ganador        |
| 2010 | World Music Award - Italian Best-Selling Male Artist of the Year 2009          | Él mismo                                         | Ganador        |
| 2010 | Premio Orgullosamente Latino - Solista Latino del Año                          | Él mismo                                         | Nominado       |